# 98 Іанта
98 Іанта — астероїд головного поясу, відкритий 18 квітня 1868 року американським астрономом Крістіаном Г. Ф. Петерсом у Клінтоні, США. Астероїд названий на честь Іанти, однією з океанід у давньогрецькій міфології.
Тіссеранів параметр щодо Юпітера — 3,297.
Іанта — великий астероїд із темною вуглецевою поверхнею, який обертаються під кутом 15,6° відносно площини екліптики Сонячної системи. Спостереження за покриттям зірки астероїдом дали змогу припустити наявність невеликого супутника діаметром 5,2 км, що обертається на відстані близько 2340 км від астероїда. Передбачуваний супутник не має позначення, оскільки його існування поки не підтвердилося іншими спостереженнями.
За результатами спостережень, проведених у жовтні-листопаді 2007 року, були проаналізовані зміни кривої блиску астероїда, що дозволило уточнити період обертання, рівний 16,479 ± 0,001 год.
Іанта не перетинає орбіту Землі й обертається навколо Сонця за 4,40 юліанського року.